# Милена Путник
Милена Путник (Београд, 1976) српска је сликарка и ванредна професорка Шумарског факултета Универзитета у Београду.

## Биографија
Рођена је 1976. године у Београду. Дипломирала је сликарство 2001. и магистрирала 2006. на Факултету ликовних уметности Универзитета уметности у Београду, докторске уметничке студије вишемедијске уметности је завршила на истом факултету 2018. године са докторским уметничким пројектом „Ово место – субјективно мапирање простора”. Члан је Удружења ликовних уметника Србије од 2001. са статусом самосталног уметника до 2010. Исте године је изабрана за доцента Одсека за пејзажну архитектуру и хортикултуру Шумарског факултета Универзитета у Београду где предаје курсеве Цртање, Естетика пејзажа и Ликовна истраживања отворених простора на основним и Урбани пејзаж: истраживање и разумевање на мастер академским студијама.
Од 2001. излаже самостално и на колективним изложбама у земљи и иностранству. Неке од њених самосталних изложби су „Логика” у Белефу 2003, „У близини” у салону Музеја савремене уметности у Београду 2006, „Сваки дан испочетка” у Културном центру Београда у оквиру ARC Projects Софија 2009, „Нашли смо дивно место” у Градској галерији Пожега 2017, „Ово место” у Скандинавском павиљону Факултета ликовних уметности Универзитета уметности у Београду 2018. и „Напољу је унутра” у атријуму Библиотеке града Београда 2020. године. Излагала је на многим групним изложбама, неке од њих су 45. Октобарски салон у Културном центру Београда 2004, изложба Cities on the River у Београду, Бечу и Братислави 2010, изложба „Просторне интервенције” у оквиру пројекта Nature&Art у Шпанској кући и на Миксер фестивалу 2011—2012, међународна радионица, изложба и говорни програм Walking through у Београду и Бечу и изложба Rooms у Арта Терми 2012, „10+ Избор из Колекције Галерије СКЦ” у Крагујевцу и фестивали у Берлину и Београду 2014, изложба Overbooked на Државном универзитету Аризоне 2015, студентска радионица „Имагинарне топографије” у Уметничком центру Универзитетске библиотеке „Светозар Марковић” и изложба „Петнаест година Награде Димитрије Мангелос” у Музеју савремене уметности у Београд 2016, студентска радионица „Пејзаж у кутији у пејзажу” са Невеном Поповић у Дому културе Студентски град 2017, изложба „Нишки салон: 12/2” у Галерији савремене ликовне уметности Ниш 2018. године и друге. Била је члан Организационог одбора изложбе „Слика – Сада” у Уметничком павиљону „Цвијета Зузорић” 2022. и члан је Статутарне комисије.
Самостално је реализовала интервенције и привремене поставке у отвореном простору „Привремени видиковци – Контравидиковци” у Београду, Софији, Горњем Милановцу и Новом Саду 2007—2014. Од 2019. године реализује серију изложби и пројекат уметничке сарадње „Међупростор” са Невеном Поповић и Аном Пиљић Митровић у Центру за културу Сопот, Шок задрузи Нови Сад, галерији Народног музеја у Врању и Савременој галерији Зрењанин. Реализовала је, самостално и у сарадњи са другим уметницима, више радионица и изложби у области уметности са студентима пејзажне архитектуре. Добитница је више признања међу којима су награде Бијенала младих у Вршцу 2002. и „Димитрије Башичевић Мангелос” 2005. године. Боравила је у резиденцијалним уметничким програмима ISCP Њујорк и „Културконтакт Беч” и на више ликовних колонија у Јаловику, Липовцу, Орашцу, Сићеву и другим. Паралелно се изражава у класичном медију слике и у амбијенталној артикулацији изложбеног простора, а у свом раду користи и архивске и фотографске материјале.